# Notophthiracarus korannabergensis
Notophthiracarus korannabergensis är en kvalsterart som beskrevs av Wojciech Niedbała 2006. Notophthiracarus korannabergensis ingår i släktet Notophthiracarus och familjen Phthiracaridae. Inga underarter finns listade i Catalogue of Life.